# Lidia Trettel
Lidia Trettel (Cavalese, 5 april 1973) is een voormalig  snowboardster uit Italië. Ze vertegenwoordigde haar vaderland op de Olympische Winterspelen 1998 in Nagano en de Olympische Winterspelen 2002 in Salt Lake City. 

## Resultaten

### Snowboarden

#### Olympische Winterspelen
| Jaar | Plaats         | Resultaten           |
| ---- | -------------- | -------------------- |
| 1998 | Nagano         | 4e Reuzenslalom      |
| 2002 | Salt Lake City | Parallelreuzenslalom |

### Wereldkampioenschappen
| Jaar | Plaats               | Resultaten                                                   |
| ---- | -------------------- | ------------------------------------------------------------ |
| 1996 | Lienz                | 8e Reuzenslalom 14e Parallelslalom                           |
| 1997 | San Candido          | 9e Reuzenslalom 15e Parallelslalom                           |
| 1999 | Berchtesgaden        | Reuzenslalom · 8e Parallelreuzenslalom · 10e Parallelslalom  |
| 2001 | Madonna di Campiglio | 10e Reuzenslalom 22e Parallelreuzenslalom 20e Parallelslalom |
| 2003 | Kreischberg          | 4e Parallelreuzenslalom 12e Parallelslalom                   |
| 2005 | Whistler Blackcomb   | 24e Parallelreuzenslalom 39e Parallelslalom                  |

### Wereldbeker
Eindklasseringen
| Seizoen   | Algemeen          | Reuzenslalom       | Slalom             | Parallel- reuzenslalom | Parallelslalom    | Parallel           | Snowboardcross    |
| --------- | ----------------- | ------------------ | ------------------ | ---------------------- | ----------------- | ------------------ | ----------------- |
| 1995/1996 | 19e 265,00 punten | 18e 1320,00 punten | 21e 1300,00 punten |                        |                   |                    |                   |
| 1996/1997 | 9e 800,00 punten  | 4e 5300,00 punten  | 13e 2160,00 punten |                        |                   |                    | 17e 580,00 punten |
| 1997/1998 | 8e 768,00 punten  | · 4610,00 punten   | 11e 1840,00 punten |                        |                   |                    | -                 |
| 1998/1999 | 9e 788,00 punten  | 4e 5120,00 punten  | 13e 1930,00 punten |                        |                   |                    | -                 |
| 1999/2000 | 24e 352,00 punten | 24e 716,00 punten  |                    | 13e 2500,00 punten     |                   | 13e 2500,00 punten | -                 |
| 2000/2001 | 27e 351,00 punten | 32e 146,00 punten  |                    |                        | 9e 4082,00 punten |                    | -                 |
| 2001/2002 | -                 | 14e 180,00 punten  |                    | 12e 2960,00 punten     | 23e 882,00 punten | 13e 750,00 punten  | -                 |
| 2002/2003 | -                 |                    |                    | -                      | -                 | 16e 2990,00 punten | -                 |
| 2003/2004 | -                 |                    |                    | -                      | -                 | 16e 2995,00 punten | -                 |
| 2004/2005 |                   |                    |                    | -                      | -                 | 28e 1480,00 punten | -                 |
| 2005/2006 | 79e 811,00 punten |                    |                    | -                      | -                 | 30e 811,00 punten  | -                 |

| - | Dit seizoen niet deelgenomen aan dit onderdeel. |
|   | Onderdeel werd dit seizoen niet gehouden.       |

Wereldbekerzeges
| Datum            | Plaats     | Onderdeel            |
| ---------------- | ---------- | -------------------- |
| 11 januari 1997  | Lenggries  | Reuzenslalom         |
| 11 maart 1998    | Tandådalen | Reuzenslalom         |
| 20 november 1998 | Tandådalen | Parallelreuzenslalom |
| 19 februari 1999 | Naeba      | Parallelreuzenslalom |
| 2 december 2000  | Ischgl     | Parallelreuzenslalom |

### Europabeker
Eindklasseringen
| Seizoen   | Parallel- reuzenslalom | Parallel          |
| --------- | ---------------------- | ----------------- |
| 2004/2005 | -                      | 20e 410,00 punten |
| 2005/2006 | 33e 56,00 punten       | 75e 106,00 punten |